# Expensive Typewriter
Expensive Typewriter er et applikationsprogram til tekstredigering udviklet af Steve Piner and L. Peter Deutsch på MIT i 1961-1962.  Efter som programmet kunne udskrive tekst på en Flexowrite (en brev-kvalitets printer) kaldes programmet med nogen ret det første tekstbehandlingsprogram.
Programmet udvikledes på MIT's TX-0 computer og flyttedes siden til den PDP-1 DEC forærede MIT.  Programmet fik navnet Expensive Typewriter fordi det gjorde det muligt at anvende en computer til en pris af ca. US$ 100.000 som skrivemaskine.
| Software | Spire Denne artikel om software og programmering er en spire som bør udbygges. Du er velkommen til at hjælpe Wikipedia ved at udvide den. |